# Wyssokyj samok

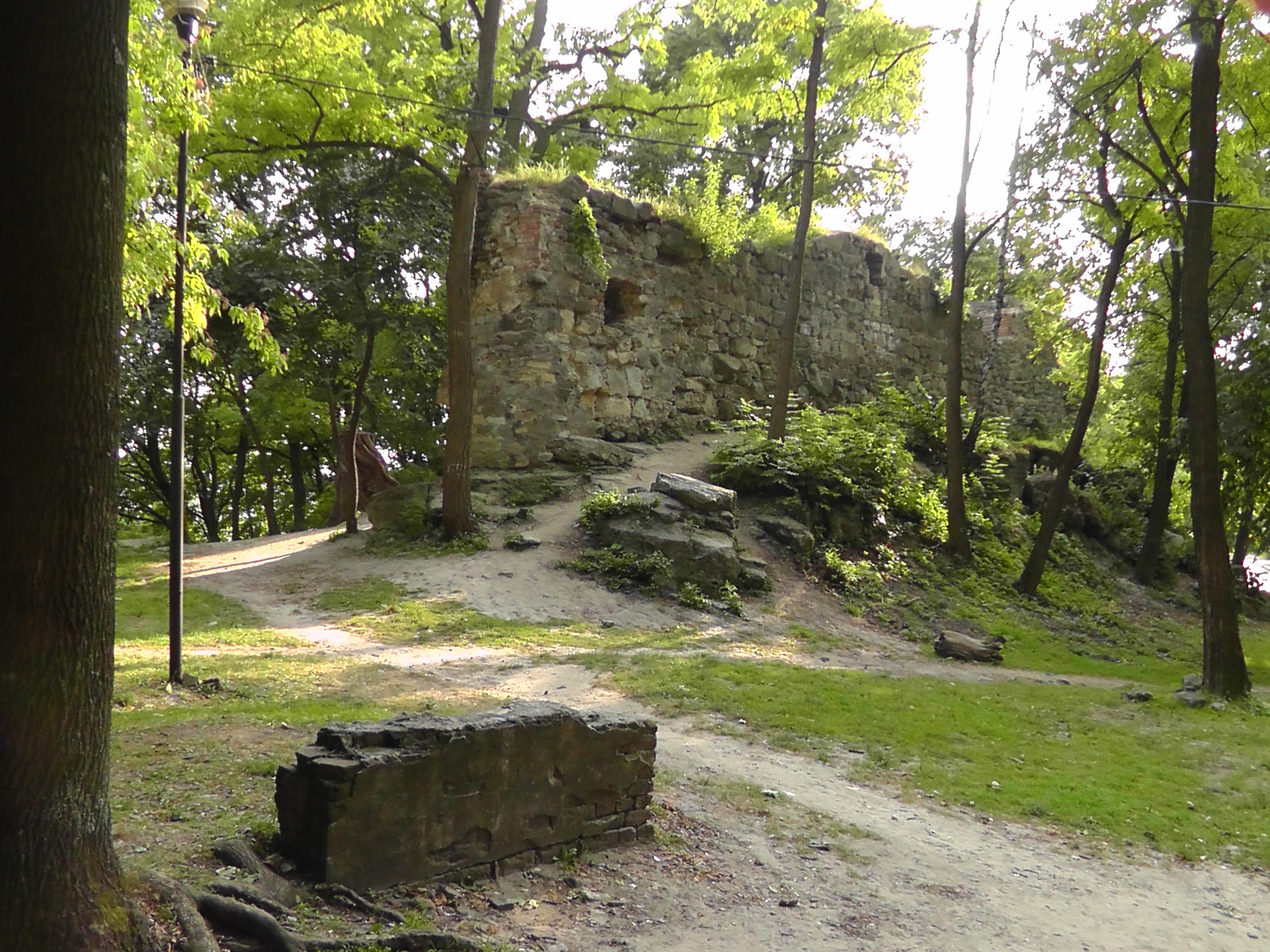
Reste der Burgruine (2015)

Wyssokyj samok (ukrainisch Високий замок, polnisch Wysoki Zamek, deutsch Löwenburg, Hohe Burg, Hohes Schloss) sind Ruinenreste einer Burg auf der Samkowa hora (Замкова гора, Schlossberg) nördlich des Stadtzentrums von Lwiw (Lemberg). Der Name, der auch als Höhenburg übersetzt werden könnte, rührt von der Lage der Burg auf einem hohen Berg her. Dagegen befand sich die Niedere Burg (vgl. Niederungsburg) in der Stadt an der Stelle des heutigen Nationalmuseums in Lwiw und war Teil der Stadtbefestigung.
Bei der Anlage des Gedächtnishügels an die Union von Lublin wurde der Bodenbefund zerstört.

## Geschichte

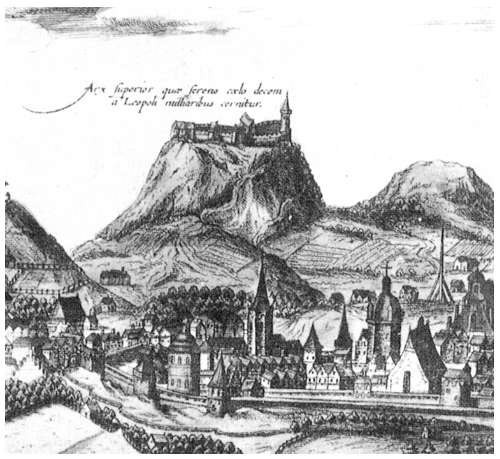
Kupferstich der Burg

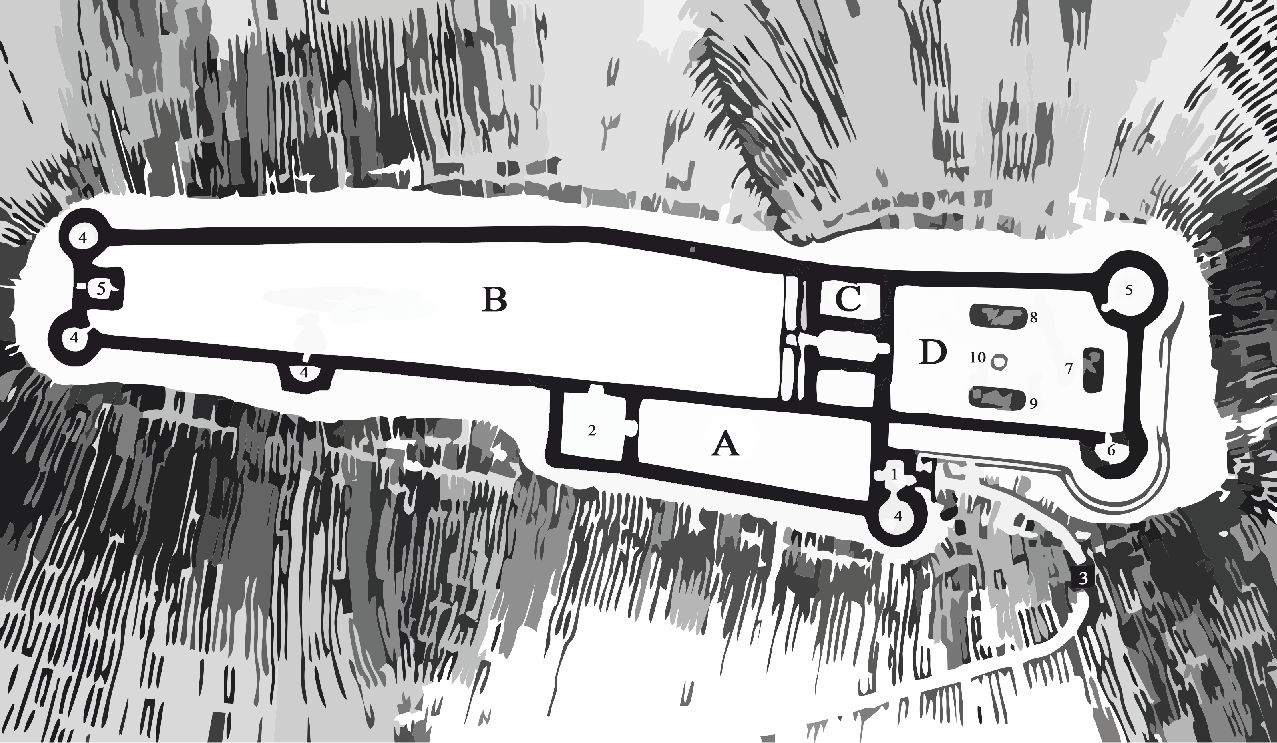
Rekonstruktionsversuch (1904)

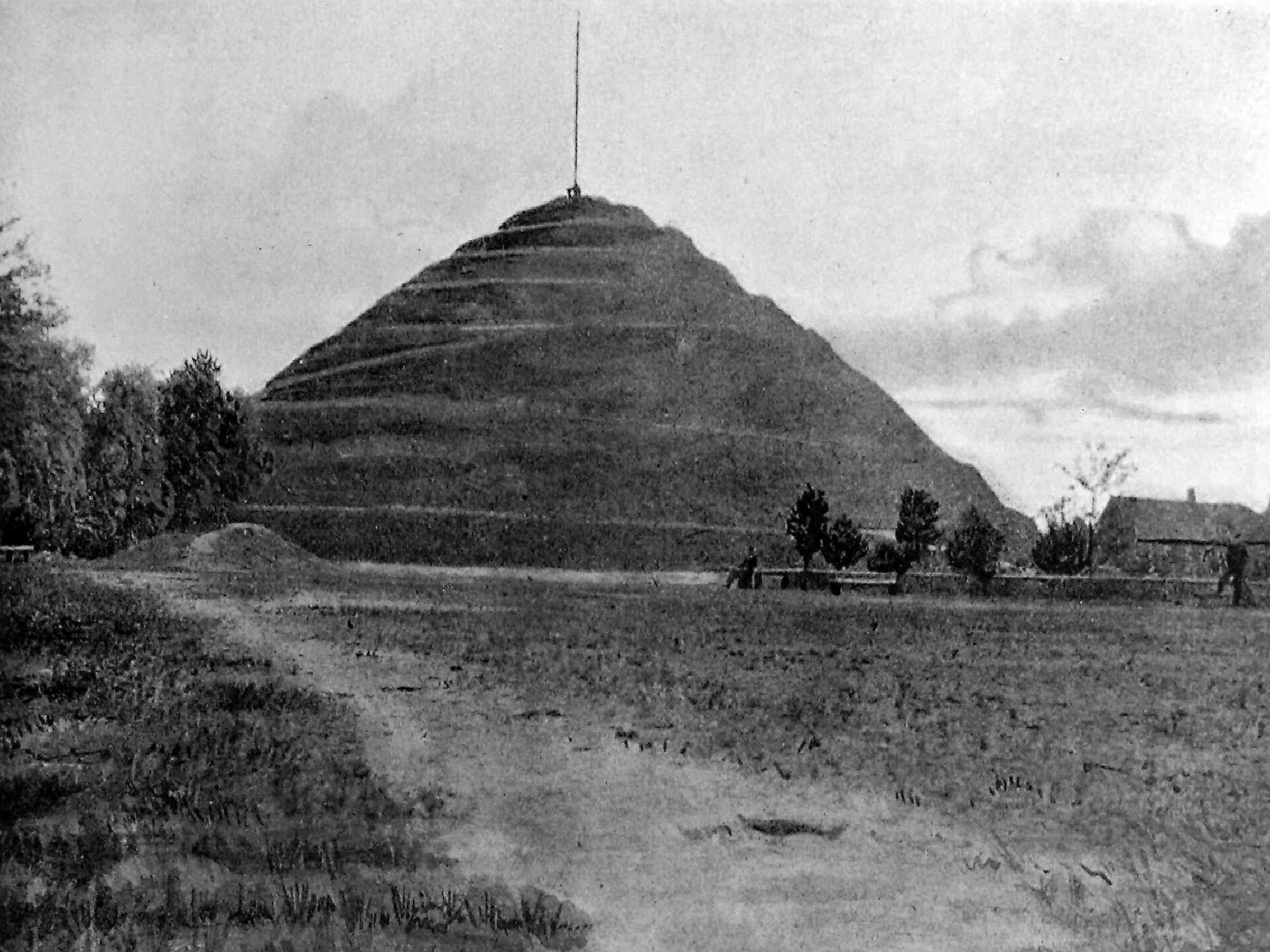
Gedächtnishügel an die Union von Lublin an Stelle der Burg (1904)

Nach legendärer Überlieferung wählte Daniel Romanowitsch, der Fürst des Fürstentums Galizien-Wolhynien, den Berg aus, um eine Burg für seinen Sohn Leo zu erbauen. Unter Leos Herrschaft entstand die Burg wohl als Holz- und Erdkonstruktion. In Folge der Kriegszüge der Goldenen Horde wurde die Burg im Jahre 1259 auf Befehl von Burundai geschleift, aber 1270 wieder aufgebaut. Im Jahr 1340, als Lemberg von Kasimir III. von Polen eingenommen wurde, verbrannte die hölzerne Burg und wurde ab 1362 in Stein wiedererrichtet. Es ist überliefert, dass die Burg im Jahr 1495 über sieben Wehrtürme, Tore, einen Brunnen und ein Garnisonshaus verfügte.
Im Jahr 1537 wurde die Burg Zeuge des Hühnerkriegs gegen den polnischen König Sigismund.
In der Zeit des Chmelnyzkyj-Aufstands wurde die Burg im Oktober 1648 von Kosaken unter Oberst Maksym Krywonis eingenommen.
Im Großen Nordischen Krieg wurde die Burg 1704 von schwedischen Truppen schwer beschädigt. Im Jahre 1777, nachdem Lemberg Teil des Habsburgischen Galiziens geworden war, wurden die Befestigungsanlagen aufgegeben.
Im 19. Jahrhundert wurde die ruinöse Burg geschleift und ein Park angelegt. An der Stelle, wo einst die eigentliche Burg gestanden hatte, wurde von 1869 bis etwa 1900 der Hügel der Lubliner Union errichtet, der dem 300-jährigen Bestehen der Lubliner Union gewidmet ist. Der Franz-Josephs-Berg wuchs von 398 auf 413 Meter. Eine Aufnahme der Bodenbefunde wurde nicht vorgenommen. Die wohlmeinenden Rekonstruktionsversuche sind jüngeren Datums. Im Jahr 1957 wurde auf dem Hügelkamm ein Sendezentrum mit Fernsehturm errichtet. Der Gittermast ist 192 Meter hoch.

## Rezeption
Stanisław Lem (1921–2006) gab dem autobiografisch geprägten Roman über eine Kindheit in Lwiw 1966 den Titel Wysoki Zamek (1974 deutsch Das Hohe Schloß). Aus Gründen der Zensur wurde der Name der Stadt Lwiw (bzw. polnisch Lwów) im Buch nicht genannt.
Wyssokyj samok ist der Titel einer gesellschaftspolitischen Zeitung, die fünfmal wöchentlich in ukrainischer und einmal wöchentlich in russischer Sprache erscheint.

## Nachweise
1. ↑  Siegmund Bergmann: Galizien, seine kulturelle und wirtschaftliche Entwicklung. S. 15,27.
2. ↑  Castles.com.ua - Vysokyi Zamok
3. ↑  Aleksander Czołowski: Die Erstürmung der „Hohen Burg“ in Lemberg im Jahre 1648. Episode aus der Belagerung Lembergs durch Chmielnicki. 1904.
4. ↑  Markijan Prokopowycz: Kopiec Unii Lubelskiej. Imperialna polityka i rocznice narodowe w Habsburskim Lwowie. Seria publikacji elektronicznyc Nr. 3. Centrum Historii Miejskiej Europy Środkowo-Wschodniej, Lwiw 2008. (PDF, polnisch)
5. ↑  tsn.ua: «Львівська телевежа може перетворитися на кафе». (ukrainisch, vom 4. September 2020; abgerufen am 5. April 2022)
6. ↑  Н. А. Балюк: «Високий замок». In: Encyclopedia of Modern Ukraine. (ukrainisch, abgerufen am 5. April 2022)

Koordinaten: 49° 50′ 54″ N, 24° 2′ 20″ O